# Peter Caspar Wessel Brown
Peter Caspar Wessel Brown (født 16. marts 1755 i Størdalen, Trondhjems Stift, død 20. juni 1840 i København) var en dansk søofficer.
Hans fader, Petter Wessel Brown, var en søstersøn af Peter Wessel Tordenskiold. Han blev sekondløjtnant 1776 og avancerede efterhånden til kontreadmiral 1826. 6 år senere fik han ved sin afgang viceadmirals rang. I sine yngre år færdedes han meget på søen. Som tredjekommanderende deltog han 1781 i fregatten Bornholms møjsommelige togt under kaptajn Matthias Bille. 1789 var han chef for stykprammen Lindormen, 1796 for briggen Glommen ved Norge, 1798-99 for fregatten Freia i Vestindien og 1801 for fregatten Iris, der dog ikke kom til at deltage i slaget 2. april. Straks efter fredsslutningen udsendtes han på ny til Vestindien, hvor han forblev til midten af 1802, og hvor hans officerer havde flere ærefulde småtræfninger med engelske kapere. I krigen 1807-14 tog Wessel-Brown ingen aktiv del, da han på den tid var for gammel til at føre de småfartøjer, hvoraf flåden væsentligst bestod. Som menneske var Wessel-Brown af en ualmindelig elskværdig og hæderlig karakter.
Han blev Ridder af Dannebrog 25. maj 1826, Kommandør af Dannebrog 1. november 1828 og Dannebrogsmand 22. september 1839.
Han blev 1788 gift med Anna Sophie Henriksen (1. juli 1768 – 2. juli 1855), datter af brygger Henriksen. Han døde 1840 i høj alder og er begravet på Holmens Kirkegård.
Der findes en silhouet af C. Limprecht.